# Каменное Заделье
Ка́менное Заде́лье — село в Балезинском районе Удмуртии. Центр Каменно-Задельского сельского поселения.
Село стоит на месте впадения реки Унтемка в реку Чепца.
Население — 518 человек (2007; 34 в 1961).
Есть школа и детский сад.
В селе 8 улиц : Лесная, Молодёжная, Полевая, Почтовая, Цветочная, Центральная, Школьная и Монастырский переулок.
Почтовый индекс: 427533.
Код ИФНС: 1837.